# منا قلدره و محبت جادویی
منّا قلدره و محبت جادویی (هندی: .मुन्ना भाई एम.बी.बी.एस، انگلیسی: Munna Bhai M.B.B.S.) فیلمی محصول سال ۲۰۰۳ و به کارگردانی راجکمار هرانی است. در این فیلم بازیگرانی همچون سانجی دات، سونیل دات، گریسی سینگ، ارشد حسین وارثی، جیمی شرگیل، بومان ایرانی، نوازالدین صدیقی، روهینی هاتانگادی، مومیث خان ایفای نقش کرده‌اند.
در سال ۲۰۰۶ دنباله این فیلم با نام ادامه بده منا بهائی ساخته شد.

## داستان
منّا (سانجی دات) به پدرش گفته است که دکتر است اما دروغ گفته است و درحقیقت یک گنده لات است. به اصرار پدرش به خواستگاری دختر دکتر استانا می‌رود که او هم دکتر است و چینکی (گریسی سینگ) نام دارد. دکتر استانا (بومان ایرانی) می‌فهمد که منّا دروغ گفته است و به مونا و پدرش بی‌احترامی می‌کند.
منّا تصمیم می‌گیرد تا به هرشکل که شده پزشک شود و با دختر استانا ازدواج کند. او با تقلب وارد دانشگاه می‌شود و با زور یکی از دکترها را مجبور می‌کند جواب سوالات امتحانات را به او بدهد و هر بار در امتحانات اول می‌شود. او همچنین با فرمول درمان مخصوص خودش که محبت جادویی نام دارد با محبت کردن به بیماران حال آن‌ها را بهبود می‌بخشد. از طرفی چینکی هم برای این که شناخته نشود خود را به مونا، دکتر سومان معرفی می‌کند و با او دوست می‌شود.
دکتر استانا می‌فهمد که منّا تقلب کرده است و حکم اخراج او را امضا می‌کند اما مونا حاضر به ترک بیمارستان نمی‌شود. او عاشق دکتر سومان شده است او می‌فهمد سومان همان چینکی است در پایان او با جینکی ازدواج می‌کند گرچه دکتر نشده است اما باعث افتخار پدرش می‌شود.